# 皮德卡明市鎮
皮德卡明鎮級市鎮（羅馬化：Pidkaminska selyshchna hromada）是烏克蘭利維夫州佐洛奇夫區的市鎮，行政中心為皮德卡明鎮。该市鎮的面积为322.9平方公里，人口为11,343人（2020年）。